# Paramaenas strigosus
Paramaenas strigosus là một loài bướm đêm thuộc phân họ Arctiinae, họ Erebidae.